# Space Marines (wargame)
Space Marines è un wargame tridimensionale di fantascienza creato da A. Mark Ratner.
Vennero pubblicate due edizioni, la prima dalla FanTac Games (1977) e la seconda dalla Fantasy Games Unlimited (1980). Entrambe includevano illustrazioni di David C. Sutherland III.
L'edizione FanTac includeva regole di conversione per la prima edizione di Dungeons & Dragons e di Metamorphosis Alpha, che furono rimosse nell'edizione della FGU.
Una linea di miniature venne pubblicata dalla Stan Johansen Miniatures e al 2011 alcuni dei modelli sono ancora in produzione.
L'ambientazione di Space Marines divenne il background per il gioco di ruolo Space Opera della FGU.
Il regolamento prevede due differenti scale di gioco:
| Regolamento | scala di gioco         | scala temporale | Unità controllate per giocatore |
| ----------- | ---------------------- | --------------- | ------------------------------- |
| Base        | 1 pollice : 25 metri   | 20 s per turno  | Da dieci a venti unità          |
| Schermaglia | 1 pollice : 12,5 metri | 10 s per turno  | Due/tre unità per giocatore.    |